# Irische Badmintonmeisterschaft 2021
Die Irische Badmintonmeisterschaft 2021 fand am 2. und 3. Oktober 2021 in der National Indoor Arena in Dublin statt.

## Die Titelträger
| Disziplin    | Gold                          | Silber                          | Bronze                              |
| ------------ | ----------------------------- | ------------------------------- | ----------------------------------- |
| Herreneinzel | Nhat Nguyen                   | Jonathan Dolan                  | Vincent Pontanosa                   |
| Herreneinzel | Nhat Nguyen                   | Jonathan Dolan                  | Tony Stephenson                     |
| Dameneinzel  | Rachael Darragh               | Kate Frost                      | Anastasiya Bogoslovskaya            |
| Dameneinzel  | Rachael Darragh               | Kate Frost                      | Orla Flynn                          |
| Herrendoppel | Joshua Magee Paul Reynolds    | Scott Guildea Vincent Pontanosa | Matthew Cheung Sean Patrick Laureta |
| Herrendoppel | Joshua Magee Paul Reynolds    | Scott Guildea Vincent Pontanosa | Daniel Magee Tony Stephenson        |
| Damendoppel  | Kate Frost Moya Ryan          | Laura Comer Sophia Noble        | Lauren Au Fiona Farrell             |
| Damendoppel  | Kate Frost Moya Ryan          | Laura Comer Sophia Noble        | Orla Flynn Jennie King              |
| Mixed        | Paul Reynolds Rachael Darragh | Scott Guildea Sophia Noble      | Daniel Magee Jennie King            |
| Mixed        | Paul Reynolds Rachael Darragh | Scott Guildea Sophia Noble      | Mark Brady Moya Ryan                |